# 江苏北路
江苏北路是中国上海市长宁区的一条东西走向交通干道，为上海市区三横三纵主干道中“西纵”的一部分。道路南起长宁路与江苏路连接，北至万航渡路苏州河曹杨路桥，长0.648千米。

## 历史
20世纪70年代，上海市区跨苏州河的最后一座木质桥梁——曹杨路桥拆除，1980年在老桥原址重建一座新桥。新曹杨路桥北端连通曹杨路，而南端因原先与老桥连接的道路只有东西向万航渡路，与桥呈丁字型连接。而新桥桥面比老桥高，桥梁将直接跨过紧靠苏州河的万航渡路，下桥后无路连通，遂决定辟筑新路。

1980年3月，道路新辟工程开工，同年9月，道路建成。因道路南端连接江苏路，为江苏路北延伸段，故取名江苏北路。

## 交汇道路(由北向南)
- 万航渡路、万航渡后路
- 长宁支路
- 长宁路